# 総合時間事業会社 代表取締役社長専属秘書 田中誠司
『総合時間事業会社 代表取締役社長専属秘書 田中誠司』（そうごうじかんじぎょうがいしゃ だいひょうとりしまりやくしゃちょうせんぞくひしょ たなかせいじ）は、天塚啓示による日本の漫画。『週刊少年ジャンプ』（集英社）において、2018年30号から50号まで連載された。
本作の前に読み切り作品として掲載された『警備会社セプトスリー社長 田中誠司』『特別国家公務員改造者対策課 田中誠司』および、連載前に描いた短編『警備会社セプトスリー実動警備部所属 田中誠司』についても併せて記載する。

## ストーリー
遊び人の高校生、時岡長人の前にある日、田中誠司というスーツ姿の男性が現れる。田中は、未来から総合時間事業会社の社長になりうる時岡を救うためにやって来たのだ。時岡は最初は信じなかったが、程なくしてヴォールテクス社の社員が時岡を襲撃にやって来た。田中はヴォールテクス社の社員を瞬時に倒し、時岡の窮地を救った。
こうして時岡は、未来の自分を変えるために田中や仲間たちと共にヴォールテクス社に立ち向かっていく。

## 登場人物

### 主要人物
田中 誠司（たなか せいじ）
本作の主人公で、総合時間事業会社の代表取締役社長専属秘書。七三分けの髪型と眼鏡、黒いスーツ姿が特徴。未来の時岡社長を救うため、そして時岡たちを未来へ連れて行くため20年前の過去からタイムマシーンでやって来た。時岡が住むアパートに住んでいて、部屋も時岡の部屋の隣どころか、アパート全体の部屋を借り受けている。並月高等学校での潜入時は「フューチャー学園高等学校から来た転校生」で通している。
真面目で冷静な性格。バトル中も業務マナーを優先していて、敵であろうと名刺交換は欠かさない。口調も敬語口調ではあるが、暴走状態の時は乱暴な口調になり一人称も「俺」になる。主にアタッシュケースに入っている名刺と判子などを武器として戦う。
その正体はヴォールテクス社製人造人間型大量破壊兵器で、総合時間事業会社社長の暗殺のために同社に潜伏していた際に田中の人柄に感化されて正式な秘書となった過去を持つ（この際、髪型も時岡によって秘書だからという理由で眼鏡を掛けられ髪型も七三分けにされている）。時阮門編でマリー・映那によって瀕死の重傷を負った時岡を見て暴走（田中も自身が暴走することに気付いており、有事の際は埋め込んだ爆弾を起動して止めるよう猫屋に頼んでいる。なお、それ以前にもジョージとの戦いの最中に暴走しかけたこともある）、攻拿拳十郎たちヴォールテクス社製幹部ばかりか時岡たちにも襲い掛かるが、時岡の命がけの説得によって元に戻った。
時岡 長人（ときおか ながと）
本作のもう一人の主人公。並月高等学校3年生。遊び人（ぱーてぃーぴーぽー）のため成績は悪く、第65代赤点王（レッドエンペラー）と呼ばれているほど。その一方であらゆることを見抜く『先見の明』という眼を持っているため、仲間の機微や行動にいち早く気付くことが出来る。性格も大らかで人想い。
20年後の年商50億円を超える総合時間事業会社の社長である。物語中盤で田中と同様の『絶対遵守スーツ』（コンプライアンススーツ）を着用し、身体能力が向上した。
弦内 明（つるうち あかり）
並月高等学校の女子生徒で、通称『アカリン』。学校ではロボ研に所属している。また、学校のアイドル的存在でファンクラブが出来るほどの人気がある。初登場時は薄幸な性格を装っていたが、本性はかなり強気である。運動は苦手。
人間世界宝3'sの一人で、『ゲンナイ』の異名を持つ。20年後の未来ではタイムマシーンの開発者とされている。故にはるかに天才クラスの発明能力を持ち、父親の影響でタイムマシーンの試作品も含めて様々な発明を行っていた。かつてタイムマシーンを作っていた父親が開発中の事故で死亡したという過去があったため、母親にタイムマシーンを作ることを反対され諦めていたが、時岡の諦めない気持ちを受けさらに父親の「諦めて逃げるな」という言葉を思い出したことて、田中たちに協力することになった。以降弦内家がヴォールテクス社社員との戦闘で大破されたため時岡家に居候している。
10年後の未来では大特殊開発研究所大阪支部に所属していた。母を失い寂しい思いをしていたが、福野が拾った猫のお陰で明るさを取り戻した。その後事故に遭ったその猫の人格をコンピューターに避難させ、福野と共に猫屋として復活させている。
余談だが、初登場時は制服にボタンが存在していたがすぐに省略して描かれるようになった。作者の天塚曰く、これはアカリンの発明品『フクカワール』の影響によるものとのことである。
猫屋 福一郎（ねこや ふくいちろう）
外見は黒ネコの姿をしている総合時間事業会社の開発研究課専属秘書で、階級は係長。田中が新人の時は指導員であったため、田中の師匠・上司でもある。大阪弁を話す。流動性自律式の超最新型猫型ロボットで、体は液体で出来ていて敵を超圧縮猫黒球（ちょうあっしゅくねこっきゅう）で一時的に封じ込めることが可能。戦闘面でも『鼠捕りブラックカーペット』（マウストラップブラックカーペット）や『粘性鼠捕り』（ねんせいマウストラップ）で敵の動きを封じることが可能である。
元々は10年後にアカリンの助手である福野めいが拾った捨て猫であったが、事故で重傷を負った後にアカリンと福野によって流動性自律式の体に生まれ変わった経緯を持つ。大阪弁を話すのは大特殊開発研究所大阪支部で開発されたためである。
アカリンの護衛兼開発の手伝いのために20年後から来た。田中同様、冷静であるがアカリンの下着を盗むなどスケベな性格である。
最川 強兵（さいかわ きょうへい）
人間世界宝3'sの一人で、『国家武力』の異名を持つ。20年後の未来では傭兵派遣会社『ESTカンパニー』の社長とされている。
その武力は一人で大国クラスに匹敵し、最川を勧誘しようとしたヴォールテクス社ですら連続で返り討ちに遭っているほど。点滴のスタンドを武器に使うが、格闘もかなり強い。
元々は酷く病弱であったが、偶然テレビでボクサー（後に毒殺される）の世界チャンピオンの雄姿に感銘して以降、ひたすら最強を（身体面・知識共に）求めるようになった。自らの限界を上回る技などを受けることで瞬時にそれに耐えるほどの身体に進化する能力を持っている。何も考えずに行動することが多い。一番長く滞在していたアメリカでストリートファイター（最川にとっては準備運動）に明け暮れていた影響で口が悪い。
時阮門での戦いでは中盤で田中たちと合流、雷神を一瞬で倒すも、暴走状態の田中の前では、田中が自らの犠牲を顧みない戦法が読めず、敗北を喫した。
戦いの後は、田中へリベンジするため海外へ修行に旅立った。最後まで田中たちと正式な仲間になることは無かった。

### ヴォールテクス社
社員
ヴォールテクス社の一般社員であるが、かなりの戦闘能力がある。アカリンの家に襲撃した社員は営業成績が78位であった。
マーク・ヘッドショット
暗殺課狙撃係所属。階級は係長。傘を使ったビーム攻撃や精神攻撃を得意とする。
キャラクターデザインは、天塚のデビュー作でもある『Metal Steamer』および次の作品『NECRO』の敵キャラクターのデザインを組み合わせたものである。
ジョージ・ハンマーヘッド
暗殺課無手係所属。階級は係長。ヴォールテスク社随一の身体能力を持っていて、一度田中を暴走寸前にまで追い詰めたことがある。
雷神 a.k.a ゼウス（らいじんエーケーエー ゼウス）
暗殺課狙撃係8班所属の男性。階級は主任。ラッパーのような口調で喋る。
時阮門編では電撃を駆使してアカリン＆猫屋と対決するが、乱入した最川に倒された。
マリー・映那（マリー・あきな）
暗殺課狙撃係4班所属の女性。階級は主任。インスパ映えを求めている。
時阮門編では剣を連射する銃を使って時岡を倒すが、暴走した田中によって倒された。
攻拿拳十郎（こうだけんじゅうろう）
暗殺課無手係5班所属の男性。階級は主任。上半身裸ネクタイの筋肉質が特徴。
時阮門編では格闘で田中を圧倒し、戦闘中にポログラメーションで重傷を負った時岡の姿を見せるが、逆に田中を暴走させる結果となり敗北してしまう。

### その他
源田 直生（げんだ なおい）
並月高等学校の生徒でロボ研に所属。東大模試A判定（全国模試2,481,975人中1位）、ロボットコンテスト3年連続世界一の天才。
田中と時岡は当初、源田のことをゲンナイだと思っていた。アカリンがゲンナイと判明して以降は他の部員たち共々アカリンにこき使われ、時岡にも「ニセゲンナイ」と呼ばれる始末であった。
アカリンの母
アカリンの母親。夫をタイムマシーンの開発により失っていたことからアカリンがタイムマシーンを開発すること（不可能を追うこと）に反対していたが、ヴォールテスク社の襲撃に巻き込まれ入院することになった。この際アカリンの本当の気持ちを聞き、アカリンの願いを受け入れることになった。
なお、猫屋が拾われた10年後の世界では既に故人となっている。
アカリンの父
アカリンの父親で、アカリンの回想の中でのみ登場する（顔ははっきりと分からない）。アカリンに「不可能は諦めから生まれるから、大切な時に絶対に不可能って言い訳して逃げるな」と論じている。タイムマシーンを開発していたが、開発中の事故で死亡した。
福野 めい（ふくの めい）
20年後のアカリンのラボメン。猫屋の基となる黒猫を拾い、猫屋福一郎と命名した。黒猫が事故に遭った後に総合時間事業会社に入社して猫屋を完成させた。

### 読み切り版の登場人物
花峰 千里（はなみね ちさと）
『警備会社セプトスリー社長 田中誠司』にて登場。高校2年の女子生徒。
雨宮 碧音（あまみや あおい）
『特別国家公務員改造者対策課 田中誠司』にて登場。17歳女性。
医龍院 真影（いりゅういん まかげ）
『警備会社セプトスリー社長 田中誠司』および『特別国家公務員改造者対策課 田中誠司』にて登場する。医龍院総合病院院長でフリーマンズ専属改造体研究者。悪魔のような性格で、「死死死」と笑い、会話中の「し」のルビも「死」となっている。いずれも劇中で田中と対決する。
KOU
『警備会社セプトスリー実動警備部所属 田中誠司』にて登場の男子アイドルシンガー。

## 用語
総合時間事業会社（そうごうじかんじぎょうがいしゃ）
未来の時岡が立ち上げた会社。略称は『総時社』。起業からわずか3年で年商50億円を超えた大企業であったが、後にヴォールテクス社に乗っ取られて倒産させられてしまう。
ヴォールテクス社（ヴォールテスクしゃ）
総合時間事業会社を乗っ取った会社。時岡たちの暗殺を業務とする。社訓は「結果こそ正義」。制服は白を基調としている。月給は最低で100万円、週休2日制。
社名の由来は「all」（オール、全て）、「vertex」（ヴァーテクス、頂点）を合わせた造語「Valltex」で、「全ての頂点」という意味。
ESTカンパニー（イーエスティーカンパニー）
未来の最川が社長を務める傭兵派遣会社。略称は『EST.C』。
人間世界宝3's（ワールドサーズ）
世界各地に存在し、各分野に一人で一国家分に相当するほどに影響力を持つ3人。ゲンナイのアカリン、国家武力の最川が登場したが、残り一人は判明しなかった。
絶対遵守スーツ（コンプライアンススーツ）
田中が着用している強化スーツで、物語中盤で時岡も着用した。あらゆる攻撃から身を守る他、身体能力も向上させる。
時阮門（じげんもん）
ヴォールテクス社が所有する他のタイムマシーンを遥かに上回る規模のタイムマシーン。現代では並月高等学校の地下に設置されていた。ヴォールテスク社はこれを使って人類に総攻撃を仕掛けるつもりであった。
田中が暴走したことに伴い、また田中の手で時阮門を奪われるのを防ぐためマーク達の手によって解体された。残骸はアカリンと猫屋によって回収され、タイムマシーンの開発のために使われることになった。

## 田中誠司の技
許可衝撃判子（オートライズ・スタンプ）
必殺技。判子から強い力を出して敵を倒す。
高速名刺（アサップ・ビジネスカート）
高速で名刺を投げて攻撃する。
強制停止手拭い（ディスコン・ハンキー）
防御技。ハンカチで音を抑えることで大砲並の威力を持つ衝撃波すら防ぐ。
無音名刺（マナーモード・ビジネスカード）
名刺を繋げて剣にして、無音で攻撃する。
締結万年筆（インク・クロージング）
締結万年筆道筋（インク・クロージング カスタマージャーニー）
いずれも万年筆から瞬時に結晶化するインクを出して、相手の動きを封じる。締結万年筆道筋で攻撃の隙を作ることも可能。
浸透印式三連判 許可衝撃判子（しんとういんしきさんれんぱん オートライズ・スタンプ）
前述の許可衝撃判子の応用技。敵に接近して判子を3つ当てて攻撃する。
高速名刺 並行複数処理（アサップ・ビジネスカート マルチタスク）
前述の高速名刺の強化版。
乱判式許可衝撃判子（らんぱんしきオートライズ・スタンプ）
許可衝撃判子を一度に連続で発射する。

## 備考
本作は短期で終了となったため、人間世界宝3'sの残り一人とヴォールテクス社との決着は描かれなかった。

## 読み切り作品
いずれの作品にも田中誠司が主人公として登場しており、性格や能力も連載版とほぼ同一である。田中の職業は警備会社の社長、特別国家公務員、警備会社の実動警備部など作品によって異なり、没になった作品も含めると20種類もあるという。
警備会社セプトスリー社長 田中誠司（けいびがいしゃセプトスリーしゃちょう たなかせいじ）
『少年ジャンプNEXT!』にて掲載。単行本2巻に併録。
劇中で田中が社長という設定になっているのは、担当編集が「サラリーマンだと良くないから社長にした方がいい」という意見を受けたためである。
特別国家公務員改造者対策課 田中誠司（とくべつこっかこうむいんかいぞうしゃたいさくか たなかせいじ）
週刊少年ジャンプ2018年42号にて掲載。2016年第3回金未来杯受賞。単行本3巻に併録。
警備会社セプトスリー実動警備部所属 田中誠司（けいびがいしゃセプトスリーじつどうけいびぶしょぞく たなかせいじ）
雑誌非掲載の短編作品。本編の予行演習の形で描かれた。単行本3巻に併録。

## 書誌情報
- 天塚啓示 『総合時間事業会社 代表取締役社長専属秘書 田中誠司』 集英社〈ジャンプ・コミックス〉、全3巻
  1. 2018年10月4日発売、ISBN 978-4-08-881639-5
  2. 2019年1月4日発売、ISBN 978-4-08-881668-5
  3. 2019年1月4日発売、ISBN 978-4-08-881747-7